# آسباد
آسبادها، قدیمی‌ترین آسیاب‌های بادی عمودمحور در جهان هستند که در منطقهٔ شرق ایران ساخته شده‌اند. با توجه به اسناد تاریخی موثق، خاستگاه این آسبادها در منطقهٔ سیستان است. آسبادها در گذشته رکن اصلی دوام و پایداری معیشت نیاکان شرق ایران بوده‌اند و همچنین نمونهٔ بارزی از معماری سنتی ایران با رویکردی پایدار، استفاده از مصالح بومی و انرژی پاک باد، به‌شمار می‌آیند. به‌دلیل ویژگی‌های خاص و منحصر به فرد آسبادها و با توجه به جنبه‌های عملکردی و زیباشناسانهٔ آسبادها، بررسی آن‌ها از اهمیت خاصی برخوردار است. آسبادها در شرق ایران، خراسان و سیستان، از نظر گونه به چند دسته تقسیم می‌شوند و تنوع و گستردگی مخصوص به خود را دارند.
ایرانیان از دیرباز انواع آسبادها را بر اساس شرایط اقلیمی که در آن می‌زیستند، برای آرد کردن گندم و سایر غلات و تهیهٔ نان که یکی از مهم‌ترین غذاهای روزانه‌شان به‌شمار می‌آمد، احداث کرده‌اند. هر چند که این سازه‌های کهن معماری ایرانی در گذشته نقش حیاتی در زندگی مردم داشته‌اند، امروزه با گسترش صنعت و تکنولوژی از رونق افتاده‌اند. با این حال ویژگی‌های معماری و فنی- مهندسی بسیار ارزشمندی در آن‌ها نهفته‌است که می‌توانند به عنوان میراثی از دانش نیاکان در بهره‌برداری مناسب از اقلیم و شرایط محیطی به نسل‌های آینده معرفی گردند.
تاکنون، مطالعات محدود و انگشت‌شماری در زمینهٔ شناخت آسبادها صورت گرفته‌است. کمبود چنین مطالعاتی زمانی آشکار می‌شود که انرژی‌های تجدیدناپذیر رو به اتمام هستند. حال آن‌که استفاده از باد که یکی از مظاهر انرژی خورشیدی است، در مناطق بادخیز به عنوان ابتدایی‌ترین منبع برای دیگر اشکال انرژی سابقه‌ای دیرینه دارد. بادهای ۱۲۰ روزهٔ سیستان معروف‌ترین بادهای محلی در کشور ایران است که از اوایل خردادماه تا اواخر شهریورماه در منطقهٔ وسیعی از نواحی شرقی ایران می‌وزد. آسبادها به عنوان یکی از روش‌های تولید انرژی، شاهدی در بهره‌گیری از امکانات محیطی بوده‌اند.

آسباد در ایران

## معرفی

### واژه‌شناسی
در فرهنگ معین آمده‌است: دو سنگ گرد و مسطح برهم نهاده و سنگ زیرین در میان میلی آهنین و جز آن از سوراخ میان سنگ زبرین در گذشته و سنگ فوقانی به قوت دست آدمی یا ستور یا باد یا آب یا برق یا بخار چرخد و حبوب و جز آن را خرد کند و آرد سازد. 
در لغت‌نامهٔ دهخدا آسباد بدین معناست: آسیا که به قوت باد بگردد. واژهٔ آسباد حاصل اشتقاق دو واژهٔ آس و باد است. آس به معنای سنگ آسیاست. 

### تعریف آسباد
آسیاب‌های بادی (آسباد) نوعی از دستگاه‌های مکانیکی هستند که انرژی جنبشی در حال حرکت (باد) را به اشکال دیگر انرژی تبدیل می‌کند؛ بنابراین می‌توان گفت آسیاب بادی موتوری است که توسط نیروی باد به حرکت در می‌آید تا انرژی باد را به شکل مورد نظر تبدیل کند. (رحیمی، ۹٬۱۳۸۶)

### پیشینهٔ تاریخی
در کتاب ماتیکان سیستان آمده‌است که یکی از صنایع سیستان، آسیاب‌های بادی‌اند که جغرافی‌نگاران عرب به اتفاق از آن سخن به میان آورده‌اند. هنگام ورود اعراب به سیستان یگانه چیزی که مایهٔ تعجب‌شان گردید همین آسیاب‌های بادی بود.(محمدی خمک، ۷۶٬۱۳۸۷)
مسعودی در مروج‌الذهب می‌گوید: سیستان دیار باد است و همان شهری است که گویند باد آنجا آسیاب‌ها را می‌گرداند و آب را از چاه کشیده، باغ‌ها را سیراب می‌کند و در همهٔ دنیا شهری نیست که بیشتر از آن‌جا از باد سود برد و خدا داناتر است. 
در دانشنامهٔ بریتانیکا آمده‌است که آسیاب‌های بادی پس از هجوم مغول‌ها توسط اسیران ایرانی به فراسوی مرزهای شرقی برده شده.
در کتاب شهرهای ایران روزگار پارتیان و ساسانیان، از شهرهای بزرگ و قصباتی که در آن روزگار دارای آسیاب بوده و قوانینی مدون جهت استفاده از آسیاب، دستمزد آسیابان و مال‌الاجارهٔ آسیاب وجود داشته، از سیستان نام برده شده‌است.

### ساختار معماری
بنای آسباد از ساده‌ترین مصالح شامل خشت و گل و چوب ساخته شده و ساختمان آن از دو طبقهٔ اصلی تشکیل شده‌است. طبقهٔ همکف که سالن اصلی آسباد به حساب می‌آید، محل قرار گرفتن سنگ بزرگ و مدور آسیاب است و کار اصلی آسیاب غلات در اینجا انجام می‌شود. از این طبقه به‌عنوان انبار غلات هم استفاده می‌شود. در طبقهٔ دوم که همان پشت‌بام آسباد محسوب می‌شود پره‌ها و تیرک‌های متصل به آن قرار گرفته‌است. پره‌های آسیاب از چوب و نی ساخته شده‌است و سبک است تا به راحتی حرکت کرده و بتواند سنگ بزرگ طبقهٔ زیرین را به حرکت درآورد. در مناطق گرمسیری جنس پره‌ها متفاوت است.

### ساختمان و اجزاء
آسبادها شامل بخش‌هایی هستند که به‌صورت تقریباً یکسانی در نمونه‌های موجود در جنوب خراسان و سیستان تکرار شده‌اند. این بخش‌ها عبارت‌اند از:
1. سنگ‌های آسیاب: سنگ‌های آسیاب شامل دو سنگ استوانه‌ای پهن است، سنگ رویین که در هنگام کار روی سنگ زیرین می‌گردد در میان سوراخی دارد و گندم از این سوراخ وارد شده و از میان شکاف دو سنگ در اطراف خارج می‌شود.
2. پل: شاخه‌ای است که با زدن شاخ و برگ آن به صورت صاف در می‌آید.
3. خر پل: خَرپل بالای آسیاب ستونی از چوب کاج به قطر ۳۰ سانتی‌متر و طول ۵ متر است که دو سر آن به حالت افقی بر روی دیوارهای طرفین آسیاب تکیه دارد و در قسمت وسط با محور چوبی آسیاب متصل است. در وسط این خرپل حفره‌ایست به نام «کلوسی» که محور عمودی چرخ و پر «تیرپل» در این محل یا خرپل افقی متصل می‌شود و میله‌ای چوبی به نام «قلندرک» حرکت محور را داخل کلوسی تسهیل می‌کند و عملکرد خرپل جلوگیری از حرکات جانبی تبدیل است.
4. تبدیل: قسمت دوم آسیاب است که بر سینهٔ سنگ فرود می‌آید و آن را به حرکت درمی‌آورد. تبدیل با طول ۸ متر و قطر ۳۵ و با ضخامت ۱۰۱ سانتی‌متر به صورت مدور ساخته شده‌است.
5. بازو، باهو: چوب‌هایی هستند به طول ۱۱۵ سانتی‌متر و قطر ۷ سانتی‌متر که سر آن‌ها به پرها و انتهایش به تبدیل متصل و در حقیقت رابط بین تبدیل پرها بوده و نیروی چرخشی پره‌ها که ناشی از باد است را به تبدیل منتقل نموده و با چرخش تبدیل می‌گردد. هر پره دارای ۶ تا ۷ بازو است.
6. پر: چوب‌هایی است با عرض ۱۴ و ضخامت ۱ سانتی‌متر و طول تقریبی ۱ متر. تعداد پرها در هر پره ۴ یا ۵ عدد است.
7. نی باد: ابزاری است که شدت عبور باد به درگاه‌ها را تنظیم می‌کند، همچون حصیر بافته شده، عملکرد آن هنگامی است که بخواهند آسبادها را متوقف سازند یا سرعت گردش آن را تغییر دهند. (سازمان میراث فرهنگی سیستان، ۱۳۸۱)
8. درگاه: فواصل بین درگاه را گویند که معمولاً حدود ۶۲ سانتی‌متر است.
9. توره: فلزی با طول ۳۶ تا ۵۰ سانتی‌متر که عرض آن در باریک‌ترین قسمت ۶ تا ۷ سانتی‌متر و در پهن‌ترین آن ۱۰ تا ۱۲ سانتی‌متر و قطر آن ۲ تا ۱۲ سانتی‌متر می‌باشد و میله‌ای قطور و فلزی که در انتهای تبدیل تعبیه شده و در انتهایش به صورت دوشاخه است.
10. چوب دو شاخ: چوبی با ارتفاع ۱۴۰ سانتی‌متر که انتهای آن به صورت دوشاخه است.
11. چوب موشته: چوبی است محکم و مخروطی شکل با ارتفاع ۴۰ تا ۵۰ سانتی‌متر که قطر باریک‌ترین قسمت آن ۳ تا ۴ سانتی‌متر است.

### مصالح کاربردی در ساخت آسباد
معماری ایرانی بر پایهٔ استفاده از مصالح بوم‌آورد و محلی پایه‌گذاری شده‌است و معماری آسبادهای جنوب خراسان و سیستان نیز با بهره‌گیری از مصالح موجود در کویر از جمله گل و خشت و کاه و چوب سازه‌هایی را ایجاد نموده‌است که استواری و کارایی لازم را داراست. ساختمان آسبادها بر بستر تپه بدون هرگونه شالوده‌ریزی بنا شده‌است، از این رو مصالح کاربردی در پی بنا همان بستر زمین است. برای برپاسازی دیوارهای آسباد، خشت‌های گلی بر روی هم قرار یافته‌اند. البته در بعضی از آسبادها تا پاکار طاق از چینه استفاده شده‌است. (خضری، ۱۱۹٬۱۳۸۸)

## باد به‌عنوان انرژی پاک
از آنجایی که مصرف سوخت‌های فسیلی در ۲۰۰ سال گذشته بسیار افزایش یافته‌است و با توجه به محدود بودن منابع این نوع سوخت‌ها، توجه به جایگزینی آن‌ها امروزه امری اجتناب‌ناپذیر است؛ بنابراین بشر در چند دههٔ اخیر متوجه اهمیت توسعهً منابع پاک و تجدیدپذیر انرژی شده‌است. بدین منظور یکی از محورهای توسعه کاهش شدت استفاده از انرژی، همگام با گسترش بهره‌برداری از منابع انرژی پاک بوده و امید بر این است که بتوان وابستگی به سوخت‌های فسیلی را قبل از اتمام کامل این منابع از میان برد. (گندمکار، ۴٬۱۳۸۶)
اما انرژی باد به عنوان یکی از پاک‌ترین انرژی‌های در دسترس از گذشته‌های دور مورد توجه بوده‌است. با آغاز قرن بیستم اندیشهٔ استفاده از انرژی باد و تبدیل آن به انرژی الکتریکی مورد توجه جدی قرار گرفت و کشورهایی نظیر فرانسه، انگلستان، آلمان، آمریکا و روسیه تلاش زیادی جهت توسعهٔ توربین‌های بادی به عمل آوردند. (حاجی‌آبادی، ۱۳۸۶)
در بین بادهای محلی ایران، بادهای ۱۲۰ روزهٔ سیستان در بخش شرقی سرزمین ایران برای مدتی از سال می‌وزند. محدودهٔ وزش این بادها را خراسان جنوبی تا سیستان و زمان آن را فصل تابستان بیان کرده‌اند. بادهای ۱۲۰ روزهٔ سیستان معروف به بادهای لوار، حاصل اختلاف فشار بین ناحیهٔ شمال ایران و منطقهٔ موسمی در شبه‌قارهٔ هند است و از طریق افغانستان و خصوصاً در بیابان تار این کشور قدرت یافته و با عبور از نواحی کم‌ارتفاع افغانستان چون دشت ناامید وارد ایران می‌شود. در مجموع شاخه‌های گوناگونی از این بادها تمام شمال سیستان و جنوب خراسان را در بر می‌گیرند. بادهای معروف ۱۲۰ روزهٔ سیستان (شمال شرقی) که اهالی جنوب خراسان «سیاه‌باد» یا «بادکوه» می‌گویند. مشخصهٔ این بادها یعنی تداوم زیاد، سرعت و زمان مناسب، بهره‌گیری از این باد را امکان‌پذیر ساخته‌است، سرعت زیاد که گاهی به ۱۲۰ کیلومتر در ساعت می‌رسد نیروی زیادی ایجاد می‌کند که در صورت مهار آن انرژی زیادی در اختیار مردم قرار می‌گیرد. (همان، ۱۳۸۶)

## سیر تکاملی آسباد
آسبادها در انواع متفاوتی موجودند؛ اگر چه دوره‌های را برای هر یک از آسبادهای موجود ذکر کرده‌اند اما مراحل  تکاملی آسبادها را می‌توان بر اساس تکامل ساختار شکلی آن‌ها بررسی کرد. بر این اساس آسبادهایی که در مناطق روستایی و با اشکال ساده طراحی شده‌اند نوع سادهٔ اولیهٔ آن‌ها و انواعی که دارای ساختمان بزرگ‌تر و پیچیده‌تر هستند، انواع تکامل یافته‌تر محسوب می‌شوند.

### آسبادهای سادهٔ اولیه
آسبادهای اولیه مانند آسبادهای روستای نشتیفان خواف یا آسبادهای خوان‌شرف نزدیک نهبندان از یک ساختمان دوطبقه تشکیل شده‌اند که با مصالح خشت خام در دو طبقه با پلان سادهٔ مربعی‌شکل طراحی شده‌اند. از آنجایی که این ساختمان‌های ساده توان کارکردی کمی دارند و علاوه بر این امکان ساخت آن‌ها برای عموم کشاورزان به سادگی میسر است، هر یک از آن‌ها متعلق به یک خانواده است و یک بنای عمومی محسوب نمی‌شوند. از طرف دیگر در یک منطقه معمولاً یک نقطه مناسب‌ترین محل برای احداث آسباد است، بنابراین این گونه آسبادها در نزدیکی این نقطه در کنار هم شکل می‌گیرند و اهالی نیز طبق یک قانون نانوشته در قسمت جلوی این بناها که ورودی باد به آن‌هاست چیزی نمی‌سازند تا آسبادها با حداکثر توان کارکنند. در نتیجه مجموعه‌هایی از این آسبادها معمولاً در کنار هم دیده می‌شوند که منظر و خط آسمان شاخصی ایجاد می‌کنند. آسبادهایی که امروزه در نشتیفان و خوان شرف موجودند اخیراً مورد مرمت قرار گرفته‌اند و تخمین زده می‌شود که قدمت آن‌ها به دوران صفوی برسد. این آسبادها بازمانده‌های گروه بزرگی از آسبادهایی هستند که در تمام روستاهای شرق سیستان و خراسان امروزی گسترده شده‌بودند.

### آسبادهای دالانی
کامل‌ترین و زیباترین نوع آسبادهایی که امروزه در سیستان موجودند آسبادهایی هستند که به صورت منفرد و بسیار بزرگ‌تر از آسبادهای ساده با آجرکاری زیبا طراحی و ساخته شده‌اند. این آسبادها نیز از دو طبقه تشکیل شده‌اند که طبقهٔ بالایی محل پروانهٔ آسباد و طبقهٔ زیرین محل قرار گرفتن سنگ آسیاب است؛ اما مجرای ورود باد به‌صورت دالانی سرگشاده درآمده که با یک دهانهٔ بزرگ با پره‌های جانبی شروع می‌شود که این قسمت نقش جمع‌آوری باد را به عهده دارد، سپس باد از دو یا سه شکاف که در یک طرف دیوارهٔ این دهانه قرار دارد وارد بخش داخلی می‌شود که در آنجا پره‌ها قرار دارند. به بیان دیگر شکاف تا جلو پره باد را هدایت می‌کند. این بخش از دالان از داخل به شکل طبقهٔ زیرین از سه بخش تشکیل شده بخش زیر پره‌ها طبعاً به اتاق سنگ آسیاب تعلق دارد. یک راهرو با طاقچه‌هایی در اطراف این اتاق قرار دارد که به دلیل ایجاد مقاومت بالا برای سازه این سقف ایجاد شده تا رانش نیروی دینامیکی که از محور آسباد به این سقف وارد می‌شود را کنترل کند بخش میانی که دهلیز ورودی نام دارد از یک چهارطاقی در تشکیل شده که به بیرون راه دارد و همچنین ارتباط دو اتاق دیگر، از این فضا صورت می‌گیرد. بخش سوم نیز انبار موقت غله در آسباد است؛ چرا که به دلیل مقیاس بزرگ‌تر آسباد مقدار غلهٔ بیشتری در آن آرد می‌شده و نیاز به محلی برای نگهداری آن‌ها بوده‌است. به‌علاوه این‌که حضور این نوع آسبادها در مراکز جمعیتی و نزدیک قلعه‌های حکومت‌های محلی صحت این موضوع را نشان می‌دهد. طرح ساختمان این آسبادها بسیار سازمان‌یافته‌تر از انواع ساده است. شکل منظم و سازهَ منسجم آن‌ها نشان‌دهندهٔ تکامل یافتن آن‌ها در طول قرن‌ها بوده‌است. ایجاد دیواری دوجداره در اتاق زیر محور آسباد به جهت پدیدآوردن تکیه‌گاهی برای طاق زیر پره‌های آسباد تدبیری بوده که معمار برای کنترل رانش طاق ایجاد کرده‌است و همچنین ارتباط این بخش با بخش ورودی را با چهار طاقی فراهم کرده‌است.

## جدول مقایسهٔ چند آسباد
| آسباد           | محل          | قدمت     | مکان قرارگیری       | تعداد طبقه | فرم پلان | مصالح   | تزئینات    | مالکیت | سازه                     |
| --------------- | ------------ | -------- | ------------------- | ---------- | -------- | ------- | ---------- | ------ | ------------------------ |
| لوتک            | سیستان       | ساسانیان | خارج از بافت مسکونی | ۲          | مستطیل   | خشت خام | ندارد      | عمومی  | ۴طاقی/دیوار۲جداره        |
| نشتیفان         | خراسان رضوی  | صفویان   | خارج از بافت مسکونی | ۲          | مستطیل   | آجر رسی | ندارد      | خصوصی  | طاق و تویزه/۴طاقی        |
| خوان شرف        | خراسان جنوبی | صفویان   | نزدیک بافت مسکونی   | ۲          | مربع     | خشت خام | ندارد      | خصوصی  | طاق و تویزه/۴طاقی        |
| نهبندان         | خراسان جنوبی | قاجار    | خارج از بافت مسکونی | ۲          | مستطیل   | خشت خام | شکستگی فرم | خصوصی  | ۴طاقی                    |
| قلعه مچی        | سیستان       | نامشخص   | خارج از بافت مسکونی | ۲          | مستطیل   | خشت خام | آجرکاری    | عمومی  | گنبد عرقچین/قوس ۵ او ۷   |
| حسین‌آباد شورابه | یزد - تفت    | معاصر    | نزدیک بافت مسکونی   | ۲          | مربع     | خشت     | ندارد      | خصوصی  | گنبد با گوشه سازی فیلپوش |